# Comicus
Comicus, rod ravnokrilaca iz podreda Ensifera i porodice Schizodactylidae koji čini potporodicu Comicinae raširenu po jugu i jugozapadu Afrike.
Rod Comicus opisao je Brunner von Wattenwyl, 1888, a potporodicu Comicinae Ander, 1939. Tipična vrsta je C. capensis iz provincije Cape u Južnoafričkoj Republici.

## Vrste
Comicus arenarius Ramme, 1931
Comicus cabonegrus Irish, 1986
Comicus calaharicus Irish, 1986
Comicus calcaris Irish, 1986
Comicus campestris Irish, 1986
Comicus capensis Brunner von Wattenwyl, 1888
Comicus carnalli Irish, 1995
Comicus cavillorus Irish, 1986